# Sivé plesá

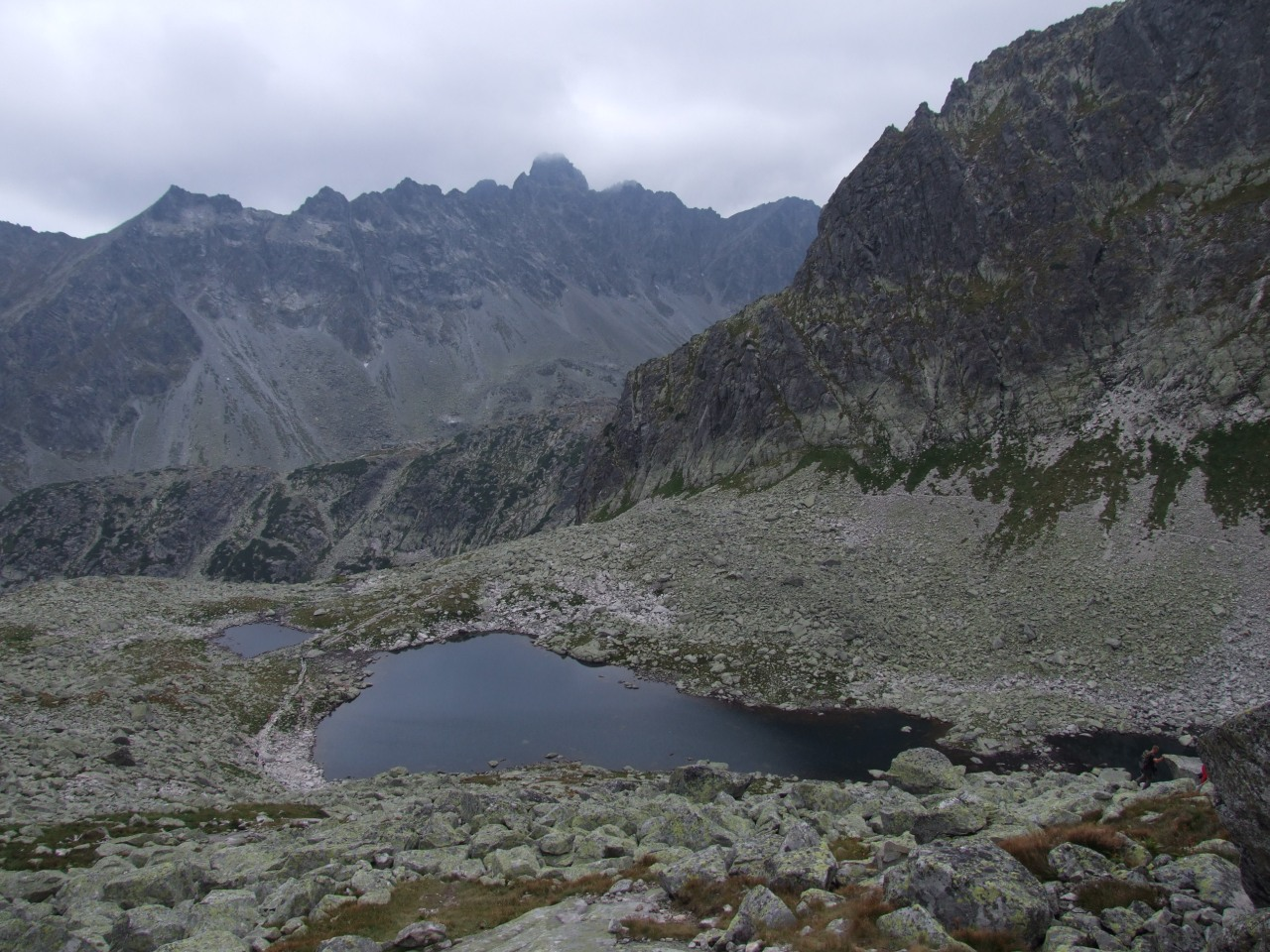

Sivé plesá (polsky Siwe Stawy, německy Schnittlauchseen, maďarsky Metélőhagymás-tavak) je označení tří ledovcových jezer nacházejících se ve Vysokých Tatrách pod Javorovým štítem na konci Veľké studené doliny nad Zbojníckou chatou v nadmořské výši okolo 2013 m. Jsou seřazena od severu k jihu od nejvýše položeného k nejníže položenému. Protéká skrze ně Sivý potok. Největší prostřední pleso má hloubku 4,8 m. Slovenské a polské pojmenování pochází ze zdánlivého zabarvení ples, které vyvolává zrcadlový odraz okolních štítů. Německé a maďarské pojmenování pochází od v okolí rostoucích česneku šerého a pažitky pobřežní.

## Plesa
| č. | jezero                | polsky             | rozloha (ha) | délka (m) | šířka (m) | m.hl. (m) | objem (m³) | n.v. (m) | Souřadnice                       |
| -- | --------------------- | ------------------ | ------------ | --------- | --------- | --------- | ---------- | -------- | -------------------------------- |
| II | Nižné Sivé pleso      | Niźni Siwy Staw    | 0,0940       | 52        | 29        | 1,6       | 513        | 2 012    | 49°10′59″ s. š., 20°10′31″ v. d. |
| I  | Prostredné Sivé pleso | Pośredni Siwy Staw | 1,0810       | 233       | 99        | 4,8       | 15 523     | 2 013    | 49°11′03″ s. š., 20°10′31″ v. d. |
| —  | Vyšné Sivé pleso      | Wyźni Siwy Staw    | —            | —         | —         | —         | —          | 2 014    | 49°11′07″ s. š., 20°10′29″ v. d. |